# Crocidura zaphiri
Crocidura zimmeri es una especie de musaraña (mamífero placentario de la familia Soricidae).

## Distribución geográfica
Se encuentra en Etiopía y Kenia.